# 中尉丞
中尉丞（ちゅういじょう）は、古代中国の秦と前漢時代の紀元前104年までにあった官職である。首都警備をつかさどる中尉を補佐した。

## 解説
中尉は秦から前漢にあった官職で、首都の巡回・警備を任務とし、内外の戦争にも出征した。中尉丞は、中尉の補佐にあたり、定員は2人であった。中尉は太初元年（紀元前104年）に執金吾と改称したため、このとき中尉丞も執金吾丞と改称した。
これと別に、漢には諸侯王の国にも中尉があり、国の軍事・警察を統括した。この中尉は太初元年の改革でも変更がなく、後の王朝でも様々な王国に置かれた。王国の中尉の配下については詳しい記述がなく、中尉丞についた人も知られないが、あった可能性はある。

## 中尉丞の人物
- 楊僕 - 前漢、元狩4年（紀元前119年）まで[3]。